# Рыбкин, Николай Андреевич
Николай Андреевич Рыбкин (1842—1889) — русский офицер, генерал-майор, участник русско-турецкой войны 1877—1878 гг., начальник штаба Терского казачьего войска.

## Биография
Родился 6 июня 1842 года в семье помещика Воронежской губернии.
Окончил Орловский Бахтина кадетский корпус. Военную службу Рыбкин начал 16 июня 1859 г., поступив юнкером в Константиновское военное училище; в следующем году, произведённый в прапорщики артиллерии, он был назначен в 11-ю артиллерийскую бригаду, в которой и прослужил последующие пять лет.
Поступив в 1865 году, уже в чине поручика, в Николаевскую академию Генерального штаба, Рыбкин через два года по окончании курса в Академии по первому разряду был произведён в штабс-капитаны и вслед за тем был причислен к Генеральному штабу и назначен в штаб Харьковского военного округа, но уже в 1868 году был назначен на должность старшего адъютанта 2-й гренадерской дивизии, которую и занимал вплоть до 1874 года, когда был назначен состоять для поручений при штабе Харьковского военного округа.
В следующем году, за отличие по службе, Рыбкин был произведён в подполковники, год спустя — прикомандирован к Тамбовскому пехотному полку для цензового командования батальоном, но по случаю мобилизации войск в том же 1876 году откомандирован был обратно к месту службы.
Вслед за этим Рыбкин был назначен на должность штаб-офицера для особых поручений. В 1877 году, по объявлении войны Турции, он отправился на театр военных действий и во всё время кампании находился в составе действующей армии, за отличие в делах против турок был произведён в полковники, а затем награждён орденом св. Владимира 4-й степени с мечами и бантом. В следующем, 1878 году он получил золотое оружие с надписью «За храбрость» — за отличие в деле 30 октября 1877 года против турок при обороне знаменитого Шипкинского перевала, в которой он принимал деятельное участие. Кроме того, в Турецкую кампанию он получил ещё орден св. Анны 2-й степени с мечами за отличное мужество и храбрость, оказанные в деле с турками 28 декабря 1877 года на Шипке.
В 1878 году Рыбкин был назначен начальником штаба 11-й пехотной дивизии, по возвращении же из Турции состоял начальником штаба 31-й пехотной дивизии, каковую должность исполнял вплоть до 1886 года, причём неоднократно исполнял обязанности начальника штаба 10-го армейского корпуса.
В 1881 году, за отлично-усердную и ревностную службу, Рыбкин был награждён орденом св. Владимира 3-й степени, а в 1886 году был назначен командиром 150-го пехотного Таманского полка, которым и прокомандовал около двух лет, — до 1888 года, когда, произведённый за отличие в генерал-майоры, он был назначен на пост начальника войскового штаба Терского казачьего войска. В июне 1888 года Рыбкин прибыл во Владикавказ, но спустя месяц серьёзно заболел и уехал в Пятигорск, для пользования минеральными водами, а оттуда — на Южный берег Крыма; восстановив здоровье, он в декабре вернулся во Владикавказ, но болезнь вернулась, и он скончался, от воспаления мозга, 23 февраля 1889 года; тело его предано земле в Харькове на Иоанно-Усекновенском кладбище.